# Газпром Арена

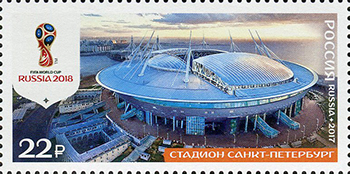
Почтовая марка России, 2017 год

«Газпром Аре́на» (на всех международных матчах — стадион «Санкт-Петербург») — футбольный стадион в Санкт-Петербурге. Расположен на Крестовском острове, на месте снесённого стадиона имени С. М. Кирова. Автор проекта «Газпром Арены» — японский архитектор Кисё Курокава.
Строительство стадиона началось в 2007 году. Официально объект введён в эксплуатацию 29 декабря 2016 года.
За время строительства проект кардинально менялся 5 раз, в том числе на 30 % увеличилась вместимость стадиона, на 66 % увеличилась площадь строения. Также за время возведения на объекте сменились три генеральных подрядчика и четыре генеральных проектировщика. Менялись и кураторы строительства со стороны заказчика — за это время в Санкт-Петербурге сменились два губернатора и шесть профильных вице-губернаторов.
Смета устанавливалась 5 раз, и общая стоимость стадиона возросла с 6,7 миллиарда рублей до 43,8 миллиарда рублей (по другим данным, фактически на стадион потратили около 51,75 миллиарда рублей). На данный момент[когда?] стадион считают одним из самых лучших стадионов в России.
На стадионе проходили матчи Кубка конфедераций 2017 года и чемпионата мира по футболу 2018 года. В 2021 году также состоялись матчи чемпионата Европы.
До 8 декабря 2018 года стадион носил название «Санкт-Петербург». 15 февраля 2018 года Правительство Санкт-Петербурга и ООО «Зенит-Арена» (дочерняя компания АО «Футбольный клуб „Зенит“») подписали соглашение о передаче прав на полноценное пользование стадионом, а 18 мая 2018 года они же подписали акт приёмки-передачи сооружения, в результате чего стадион перешёл под управление футбольного клуба «Зенит» сроком на 49 лет.

## Характеристики проекта
- Основание строительства: Постановление Правительства Санкт-Петербурга от 28 декабря 2004 года № 2054 «О реализации проекта по строительству нового футбольного стадиона в западной части Крестовского острова»[26].
- Государственный заказчик: Комитет по строительству Санкт-Петербурга.
- Генеральный проектировщик: Kisho Kurokawa Architects & Associates (Япония), Конструкторское бюро высотных и подземных сооружений (КБ ВиПС)[27]
- Генподрядная организация: ЗАО «Инжтрансстрой». Субподрядная организация: ООО «Инжтрансстрой-СПб»[28].
- Конструктивное решение: чаша трибун перекрывается раздвижным куполом диаметром 286 метров, опирающимся на 8 мачт.

В связи с тем, что погодные условия в Санкт-Петербурге неблагоприятны для роста травы зимой, а город — самый северный из представляющих премьер-лигу, авторы проекта приняли архитектурное решение, при котором поле стадиона выдвигается за его пределы, а крыша — раздвижная, чтобы закрывать поле при плохой погоде и в холодное время года. Но из-за спешки, частых поливов и злоупотребления обогревательными лампами трава начала интенсивно гнить и приняли решение снять дёрн и засеять заново.

### Основные технико-экономические показатели

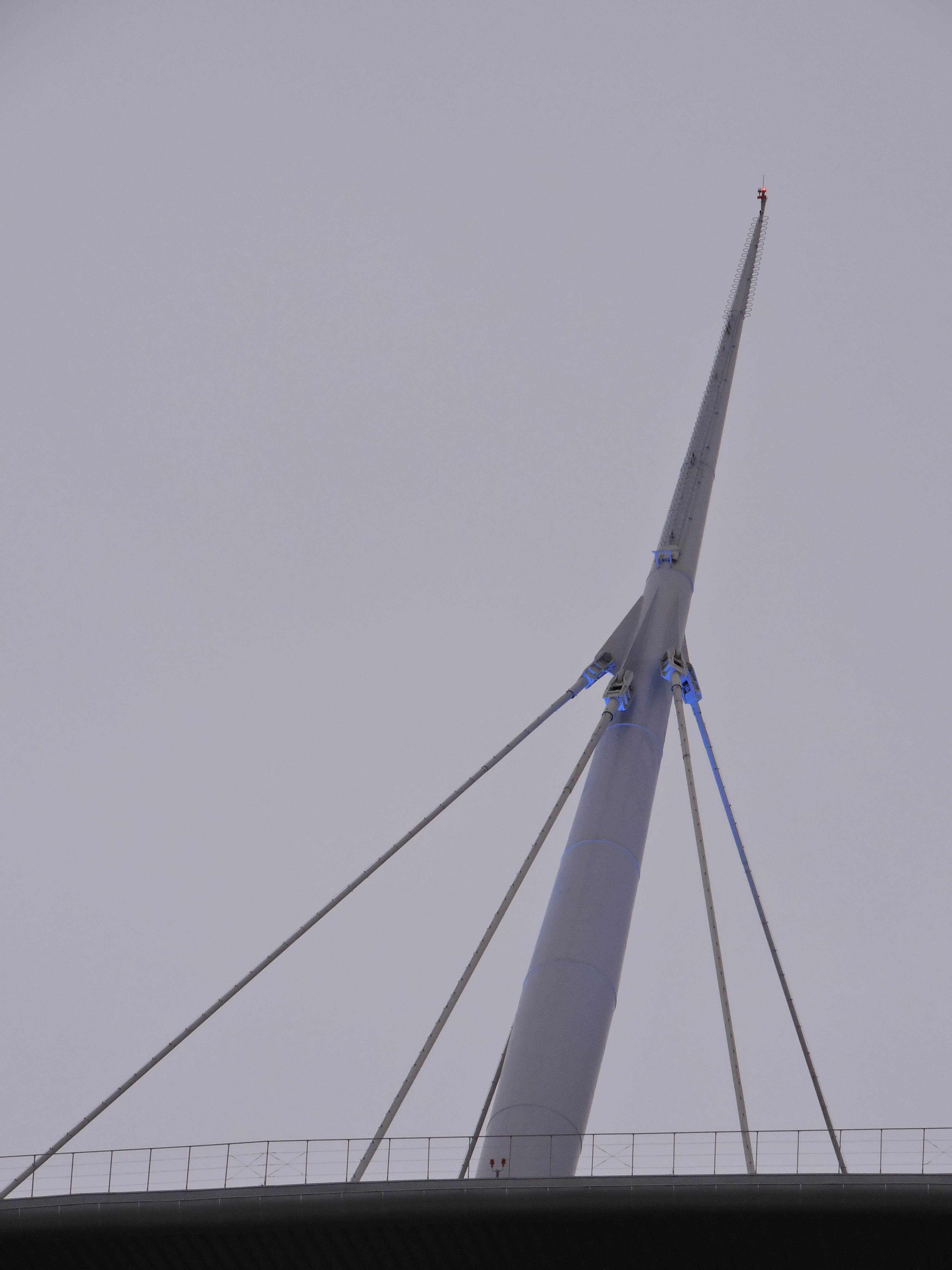
Один из восьми пилонов стадиона, 29 декабря 2016 года

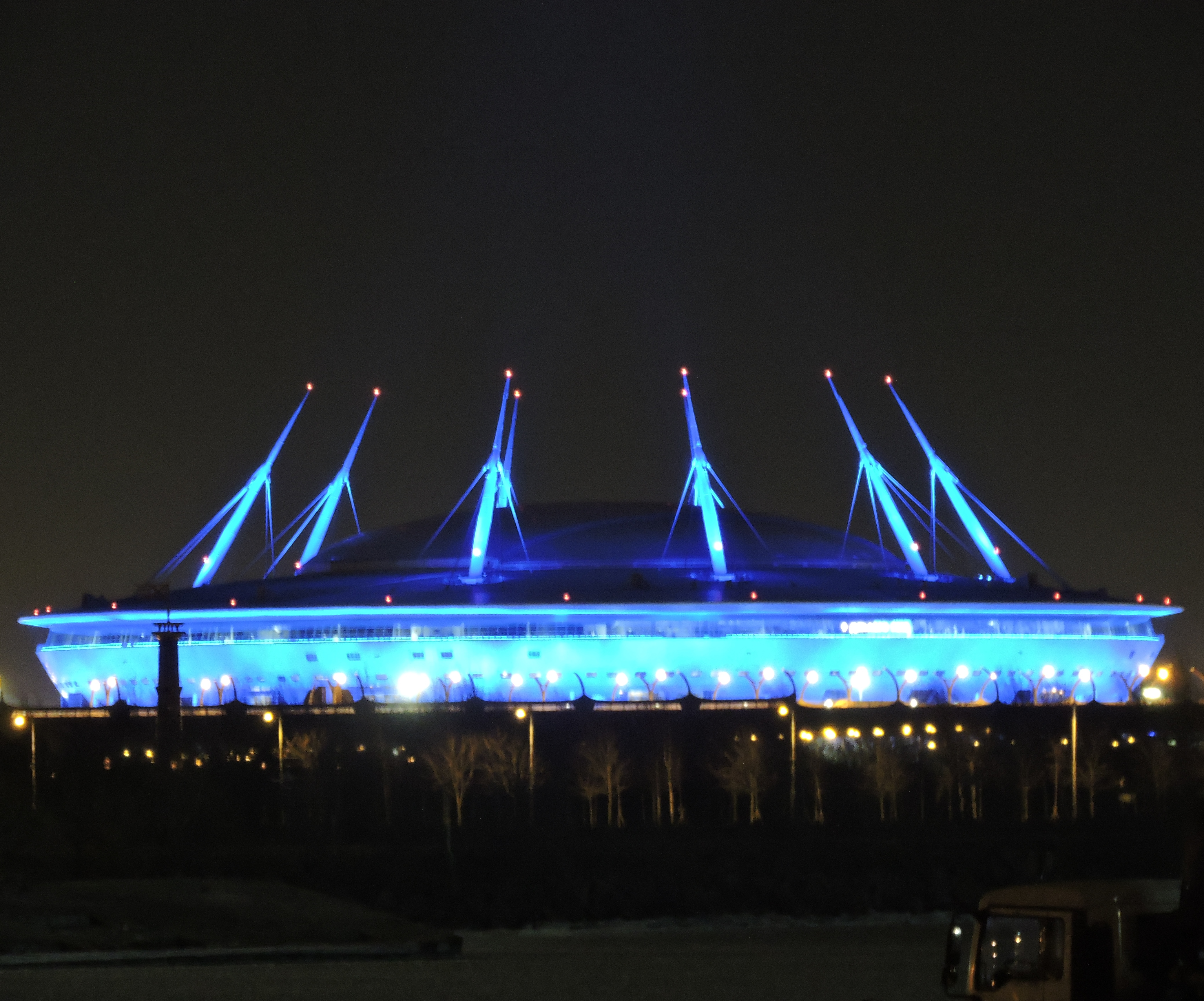
Вечерний вид стадиона

Стадион имеет 9 этажей, 4 лестнично-лифтовых блока, а его высота от земли до крыши составляет 75 метров (от земли до завершения с учётом пилонов — 110 метров). Общая площадь всех помещений составляет 287,68 тысячи м². Футбольное поле — выкатное, его площадь составляет 9840 м², а общая масса — 7000 тонн. Его выкатывают установленные с северной и южной стороны специальные колёсные тракторы. Для выката поля на стадион или обратно из него требуется около 4 часов (стадион имеет два въезда на поле). На постройку стадиона было истрачено 486 000 м³ бетона и 32 000 тонн стали. Общая площадь крыши стадиона составляет 71 000 м² при диаметре 286 метров, причём её центральная часть — раздвижная, размером 224×92 м, из двух створок. На задвижку и открытие створок крыши отводится 40 минут. При полностью раздвинутых створках размер просвета составляет 190×90 метров. Раздвижение или сдвижение занимает 15 минут. Общая масса стадиона составляет более 1,2 млн тонн, что в два раза превосходит по массе башню Лахта Центра.

### Безопасность
К чемпионату мира по футболу 2018 года на стадионе установили систему видеонаблюдения и видеоидентификации для выявления лиц, которым запрещён проход на стадион, и нарушителей порядка. Арену также оборудовали системами охранной сигнализации, пожарной безопасности и роботизированной системой пожаротушения.

### Вместимость
О вместимости стадиона источники сообщают разную информацию. Во время строительства на сайте проектировщика-застройщика ООО «Проектно-строительная компания „Трансстрой“» сообщалось, что количество зрительских мест на новом стадионе составит 80 000 на театрально-концертных мероприятиях и 68 000 на футбольных матчах.

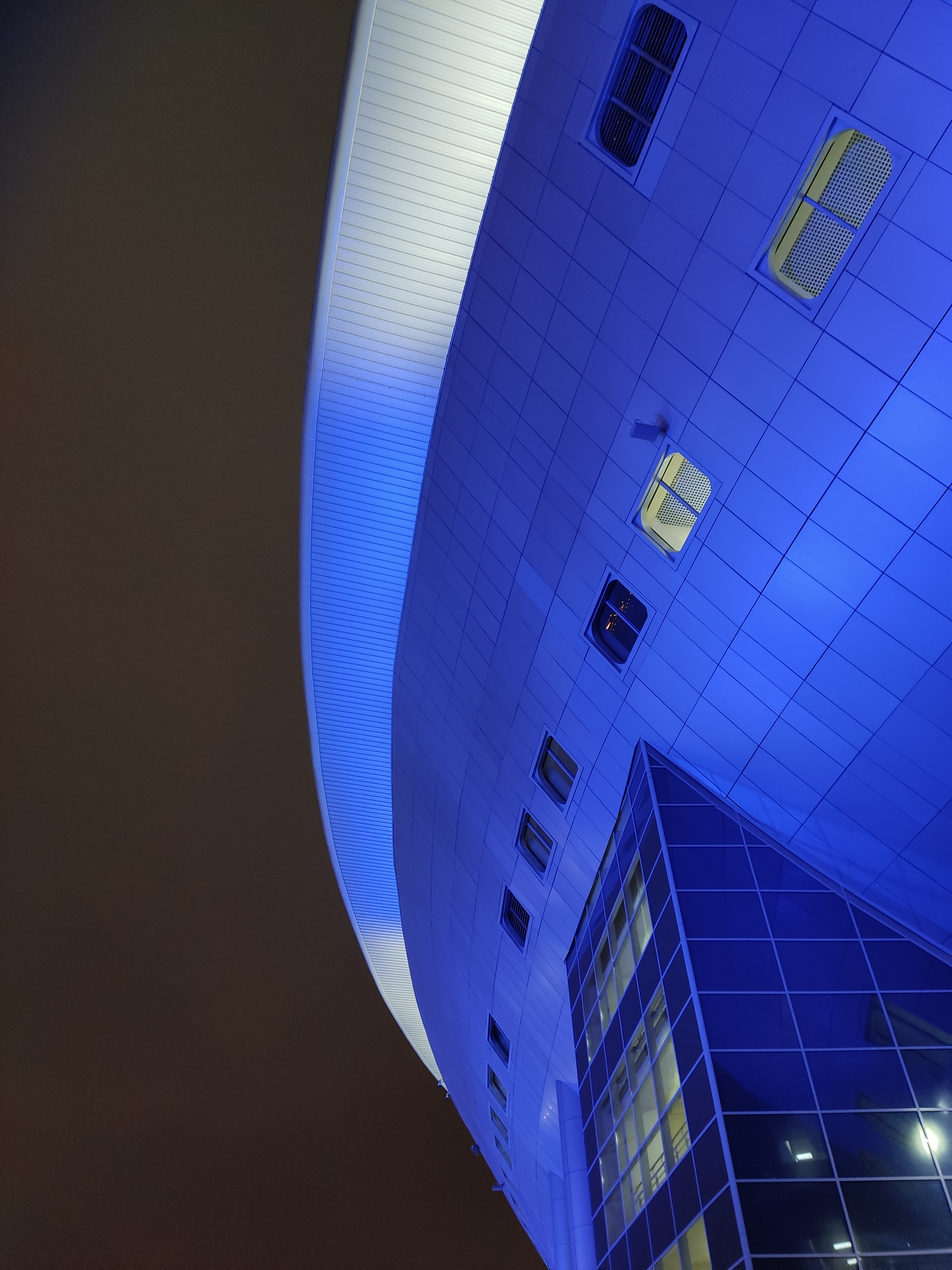
Фрагмент стадиона ночью

В сезоне 2017/2018 на матчах ФК «Зенит» вместимость стадиона составляла 56 196 зрительских мест. На матчах Кубка конфедераций 2017 года стадион, по данным ФИФА, имел максимальную вместимость 57 268 зрительских мест и заполнился целиком на финале турнира. На время проведения матчей чемпионата мира 2018 года вместимость арены была увеличена до 64 468 зрительских мест.
16 декабря 2018 года на стадионе состоялся хоккейный матч Кубка Первого канала Россия — Финляндия (5:0), который установил рекорд посещаемости отечественного и европейского хоккея. Арену в этот день посетили 81 тысяча человек, как сообщили организаторы мероприятия.

### Условия для инвалидов
На «Газпром Арене» предусмотрено 560 мест для инвалидов, из них 266 — для людей на колясках. Кроме того, для маломобильных посетителей предусмотрены специальные вестибюли, лифты и пандусы.

### Транспортная доступность
После закрытия в 2007 году трамвайной линии, позволявшей эффективно организовать доставку болельщиков до стадиона имени С. М. Кирова, весьма остро встал вопрос транспортной доступности строящегося стадиона. Ввиду того, что станция метро «Крестовский остров» не имеет возможности пропускать соответствующий пассажиропоток и не находится в пределах шаговой доступности от стадиона, было решено построить станцию метро «Новокрестовская» (позже переименована в «Зенит») на Невско-Василеостровской линии, которая расположилась между станциями «Приморская» и «Беговая». На случай несвоевременной постройки станции также прорабатывался проект организации доставки болельщиков посредством водного транспорта.
В 2015—2017 годах построили мост в створе Яхтенной улицы, связавший Приморский район с западной частью Крестовского острова. Заявлено, что данный мост будет пешеходным, однако его конструкции рассчитаны на автомобильное движение, что также может быть использовано для развозки болельщиков после матчей. 7 мая 2017 года (в день проведения футбольного матча на стадионе) было временно открыто пешеходное движение по мосту. Торжественное открытие моста состоялось 27 мая 2017 года.

## История

### Проект
В 2006 году победителем международного конкурса на проектное предложение нового стадиона для петербургского футбольного клуба «Зенит» стал проект под названием «Космический корабль» японского архитектора Кисё Курокавы (1934—2007).

### Название
В процессе строительства рабочим названием арены было «футбольный стадион в западной части Крестовского острова». Назывались наименования «Зенит», «Зенит-Арена», «Газпром-арена», так как предполагалось, что петербургский футбольный клуб «Зенит» и его главный спонсор — компания «Газпром» будут финансово участвовать в строительстве стадиона. Однако в итоге «Газпрому» не разрешили строить стадион, и средства были выделены из городского бюджета.
В мае 2009 года депутаты Законодательного собрания Санкт-Петербурга из фракции КПРФ направили губернатору города Валентине Матвиенко запрос относительно названия строящегося стадиона. В июне Матвиенко в ответе на запрос пояснила, что название стадиона ещё не утверждено и будет определено топонимической комиссией. Было анонсировано, что название стадиона будет выбрано в процессе широкого общественного обсуждения, к которому привлекут петербуржцев и в первую очередь болельщиков.
В июле 2009 года президент «Зенита» Александр Дюков объявил на встрече с болельщиками, что среди коммерческих компаний, которые хотели бы, чтобы их название вошло в название стадиона, будет проведён тендер и среди требований к участникам будет отсутствие в логотипе компании красно-белых цветов. В сентябре председатель правления ОАО «Газпром» заявил журналистам, что стадион, возможно, будет называться «Газпром-арена». 17 декабря 2009 года председатель городского комитета по физической культуре и спорту Вячеслав Чазов сделал заявление, что по итогам конкурса на лучшее название стадион получит название «Газпром-арена», так как оно было поддержано большинством.
Представители топонимической комиссии, в свою очередь, выразили удивление данным заявлением и пояснили, что проводимый комитетом по физической культуре конкурс был альтернативным основному, проводимому комиссией. Вероятность присвоения названия «Газпром-арена» была определена как близкая к нулю; наиболее вероятным были названы варианты «Крестовский» и «Приморский». Петербургские СМИ также отметили, что данные Чазова расходятся и с результатами опроса в Интернете, где наиболее популярным является название «Крестовский», а название «Газпром-арена» было поддержано лишь 10 % пользователей, принявших участие в опросе, также уступив вариантам «Петербург-арена», «стадион имени С. М. Кирова» и «Зенит». Интернет-портал «Невский спорт» задал своим посетителям вопрос: «Как вы относитесь к выбору горожанами названия „Газпром-арена“ для нового стадиона?» Более половины проголосовавших выбрали вариант «Этих „горожан“ звали Миллер и Матвиенко».
В феврале 2010 года депутат ЗакСа Олег Нилов направил Валентине Матвиенко запрос по поводу названия строящегося стадиона. В ответе было указано, что окончательное решение о названии стадиона будет принято в установленном порядке Правительством Санкт-Петербурга к моменту завершения его строительства и ввода в эксплуатацию.
Очередное предложение присвоить стадиону имя С. М. Кирова, внесённое фракцией КПРФ на сессии Законодательного собрания Санкт-Петербурга 12 февраля 2014 года, было отклонено.
В октябре 2015 года ФИФА утвердила для стадиона как для одного из сооружений, на которых планируется проводить матчи чемпионата мира по футболу 2018 года, название «Санкт-Петербург».
25 апреля 2015 года на заседании Топонимической комиссии Санкт-Петербурга подавляющее большинство её членов выбрали в качестве названия стадиона вариант «Крестовский». 26 апреля 2016 года было объявлено, что стадион получил название «Крестовский», соответствующее его местоположению. В социологическом опросе жителей города в поддержку данного варианта высказались 30,3 процента (лидер голосования — «Петербург-арена», 37 % голосов). По словам генерального директора футбольного клуба «Зенит» Максима Митрофанова, из-за имиджевого ущерба клуб предпринимал усилия по информированию журналистов о некорректности использования названия «Зенит-Арена» в публикациях. Рекомендованное топонимической комиссией название «Крестовский» должно было быть утверждено постановлением Губернатора Санкт-Петербурга, но такое постановление не было подписано, причиной стала позиция юридического комитета: ведомство полагало, что у города нет полномочий присваивать названия объектам недвижимости.
В мае 2017 года вице-губернатор Санкт-Петербурга Игорь Албин написал в своём микроблоге в социальной сети Twitter, что решение о названии стадиона будет решаться голосованием. Была обнародована информация, что на время Кубка конфедераций 2017 года и чемпионата мира 2018 года будет сохраняться название «Санкт-Петербург Арена». В итоге при проведении Кубка конфедераций и чемпионата мира использовалось название «Санкт-Петербург».
8 декабря 2018 года стадион получил название «Газпром Арена». Согласно разъяснению пресс-службы ФК «Зенит», клуб получил исключительные права на коммерческое название стадиона в соответствии с условиями концессионного соглашения, по которому стадион был передан в управление «Зениту», далее права были проданы «Зенитом» компании Газпром сроком на 5 лет.

### Процесс строительства

#### 2006―2008 ― «Авант»
В период с августа по декабрь 2006 года проведены основные работы по сносу стадиона имени С. М. Кирова, построенного в 1932—1950 годах. Весной 2007 года проведены дополнительные земляные работы по частичному демонтажу холма и завершено выполнение свайного поля. Летом 2007 года заложен первый камень.
По заявлению Александра Дюкова, президента ФК «Зенит», по состоянию на 25 апреля 2008 года работы велись в таком графике, что стадион должен был быть сдан в эксплуатацию не раньше 2010 года. В мае 2008 года должны были быть завершены работы по расчистке площадки для строительства, а в июне 2008 года — торжественно заложен первый камень.
Проект нового стадиона был разработан в январе 2008 года, но Главгосэкспертиза утвердила его только в июле 2008 года. К этому моменту компания уже провела подготовительные работы, выполнила ростверк и забила сваи, возвела энергоцентр. Фактически, был устроен фундамент стадиона, но к основным конструкциям стадиона ещё не приступали.
В августе 2008 года «Авант» обратился к властям города с просьбой увеличить смету с 6,9 миллиардов до 23,7 миллиардов рублей. Девелопер аргументировал запрос тем, что реализация проекта затягивалась, а цены на стройматериалы росли.
«Повышение стоимости проекта связано с тем, что расчёт, выполненный японским архитектором Кисё Курокава, не учитывал затрат на выполнение сложных работ по основанию и фундаменту и применение таких уникальных специальных конструкций, как выдвижное поле и трансформирующаяся крыша», — объяснял увеличение сметы занимавший пост главы Комитета по строительству Санкт-Петербурга Роман Филимонов.
Главгосэкспертиза согласовала новую смету.
Однако, 6 ноября 2008 года комитет по строительству Санкт-Петербурга и компания «Авант», подрядчик строительства стадиона, подписали соглашение о расторжении госконтракта. По данным РБК, разрыв сделки связан со значительным удорожанием проекта. Стороны расторгли документ с 20 ноября 2008 года. К этому времени предприятие-генподрядчик выполнило оговорённый вид работ стоимостью 5,45 миллиарда рублей.
10 ноября 2008 года, на заседании бюджетно-финансового комитета Законодательного собрания Санкт-Петербурга, было решено выделить в 2009—2010 годах 16 миллиардов 791 миллионов 893 тысяч рублей на строительство стадиона (6 миллиардов 791 миллионов 893 тысяч рублей — в 2009 году, 10 миллиардов рублей — в 2010 году). Как сообщалось в официальных материалах заседания, в целом стоимость строительства стадиона на тот момент оценивалась в 23 миллиардов 713 миллионов 560 тысяч рублей.
На покрытие увеличившихся затрат на возведение «Газпром-Арены» властям города было необходимо найти дополнительные средства в бюджете. Так власти Санкт-Петербурга отказались от инвестирования 29,4 миллиардов рублей в строительство общественно-делового района «Охта-центр», на территории которого «Газпром» собирался построить 396-метровый офис.

#### 2008—2016 — «Трансстрой»
В декабре 2008 года мэрия Санкт-Петербурга выбрала нового генподрядчика, им стала корпорация «Трансстрой». И работы по строительству были возобновлены. Компания начала с подготовки свайного поля для фундамента из 3 тысяч буронабивных свай и проектных работ.
C 2010 по 2016 годы компаниями группы «Трансстрой» исполнялись три контракта по строительству стадиона. Генподрядчик выполнил самый большой и сложный объём строительно-монтажных работ и ввёл в строй раздвижную крышу и выкатное поле.
В декабре 2009 года после проверки проекта стадиона на соответствие требованиям FIFA выяснилось, что по ряду критериев уже строящийся стадион не соответствует стандартам FIFA. Основные претензии предъявлялись к конфигурации трибун (обеспечение комфортной видимости, расположение люков) и планировке подтрибунных помещений, которые были поделены мощными стенами на небольшие отсеки. Холлы и открытые пространства внутри практически отсутствовали. Для исправления выявленных недостатков в апреле 2010 года был привлечён новый генпроектировщик — Моспроект-4, имеющий большой опыт в проектировании спортивных сооружений (например, стадион «Локомотив» в Москве). Планировка подтрибунных помещений, конфигурация трибун были приведены в соответствии с требованиями FIFA, предъявляемыми к стадионам такого уровня. Появились большие холлы и свободные пространства, были найдены места для размещения дополнительных кафе, баров на всех уровнях стадиона. Площадь помещений стадиона выросла со 170 тысяч до 260 тысяч м², вместимость стадиона — с 62 тысяч до 68 тысяч зрительских мест. В связи с вносимыми изменениями строительство было остановлено в декабре 2009 года на 3-м уровне (отм. 14.000) и возобновлено в полной мере в августе 2010 года.
Из-за требований UEFA и FIFA смета выросла до 33,1 миллиардов рублей, и денег, переведённых с проекта «Охта-центра», на «Газпром-арены» не хватило.
Спустя два года, в 2012 году, была проведена Главгосэкспертиза, которая установила стоимость стадиона директивно на уровне 34,9 миллиарда рублей, несмотря на то, что реальная оценка сметы достигала 43,8 миллиарда рублей. «Трансстрой» в оплату исполнения работ и в качестве авансов получил из этих средств 28,3 миллиарда рублей.
В 2015 году смета увеличилась ещё на 4,3 миллиарда рублей. Рост цены стадиона был связан с выходом Постановления Правительства Российской Федерации от 20 мая 2015 года № 485 «Об утверждении требований к объектам спорта, предназначенным для проведения Чемпионата мира по футболу FIFA 2018 года, Кубка конфедераций FIFA 2017 года». По новым требованиям безопасности стадионы должны быть оборудованы всевозможными техническими средствами охраны: сигнализациями, видеокамерами, специальными системами освещения, системой контроля и управления доступом, стационарными металлообнаружителями, радиационным мониторингом, локализаторами взрывных устройств, блокиратороми радиоуправляемых взрывных устройств, рентгенотелевизионной установкой. Также в проектную документацию стадиона должны быть включены технические и иные решения, связанные с обеспечением радиационной, химической, биологической и пожарной безопасности, взрывобезопасности и антитеррористической защищённости.
Также на итоговый рост цены стадиона повлияло изменение курса рубля.
Источниками финансирования дополнительных расходов на стадион стали несколько статей. Во-первых, Резервный фонд Санкт-Петербурга, из которого в 2016 году позаимствовали 579 миллионов рублей и ещё 483 миллиона рублей — в 2017 году. Во-вторых, 2,5 миллиарда рублей перераспределили из адресно-инвестиционной программы КРТИ, в том числе часть средств взяли со строительства Пулковско-Дунайской развязки. Ещё 1,3 миллиарда рублей на стадион были выделены Комитетом имущественных отношений города Санкт-Петербурга.
Между тем цены по контрактам генподрядчика не были изменены и дополнительных средств «Трансстрой» не получил.
Тем не менее, компаниям группы удавалось удерживать смету, привлекая кредитное финансирование, проводя собственные НИОКР и применяя экономичные решения. Для этого «Трансстрой» предложил заменить стальные конструкции стадиона на железобетон — в условиях мирового кризиса резко взлетела стоимость поставок металла из Европы, а бетон можно было делать прямо на стройке.
В 2014—2015 годах количество рабочих на стройке превышало 2000 человек, а ежемесячное освоение средств при выполнении общестроительных работ составляло 660 миллионов рублей. «Мы очень активно и эффективно строили, когда у нас были конструктивные отношения с заказчиком», — комментировал тот период гендиректор «Инжтрансстроя – СПб» Виталий Лазуткин.
По состоянию на начало февраля 2015 года общая готовность стадиона составляла более 65 %, а по состоянию на март того же года — 70 %. В августе 2015 года готовность арены приблизилась к 80 %. Был завершён монтаж стационарной крыши, в активной фазе — отделка трибун и установка кресел, монтаж лифтов и эскалаторов, инженерных сетей и систем выкатного поля, обустройство зоны первичного контроля доступа и благоустройство стадиона. В сентябре 2015 года были закончены работы по установке тепловой системы, шла сборка конструкций раздвижной кровли, установка кресел, монтаж выкатного футбольного поля весом 7 тысяч тонн, подключение к внешним инженерным системам и внутренние отделочные работы. Общий объём строительных работ по объекту оценивали в 76,2 %. По состоянию на март 2016 года общая готовность стадиона составила 84 %. Завершились работы, касающиеся фасада стадиона.
11 июля 2016 года курировавший стройку вице-губернатор Санкт-Петербурга Игорь Албин отмечал, что работы идут полным ходом, готовность стадиона составляет 85 %. Контрольно-счётная плата Санкт-Петербурга также подтверждала, что готовность объекта составляет почти 84,9 %.
Спустя 4 дня после публичного заявления Игоря Албина о готовности стадиона, власти Санкт-Петербурга уведомили «Трансстрой» о расторжении контракта. Как пояснил ситуацию Игорь Албин, контракт с подрядчиком прекращается из-за многочисленных претензий к качеству работы.
Несогласованность публичных заявлений и действий властей города свидетельствуют о неоднозначности ситуации. По мнению участников рынка, настоящая причина расторжения контракта с «Трансстрой» заключается не в недовольстве качеством работы, а в неприязненном и пристрастном отношении Игоря Албина к генеральному подрядчику.
По утверждению sports.ru, новый генеральный подрядчик получит практически завершённый стадион, на котором выполнены самые сложные строительные работы. В связи с этим в расторжении контракта с «Трансстрой» допускают и корыстный интерес. С учётом согласования дополнительного финансирования, остаток работ был высокомаржинальным, и поэтому Игорь Албин был заинтересован в смене генподрядчика на близкую к мэрии строительную организацию.
«Инжтрансстрой-СПб» (дочерняя компания «Трансстроя») обвинила городское правительство Санкт-Петербурга в срыве стройки, невыплате 1 миллиарда рублей за уже выполненные работы и незачёте выполненных работ на объекте в объёме 1,8 миллиарда рублей.
5 апреля 2016 года вице-губернатор Санкт-Петербурга Игорь Албин заявил, что после Кубка конфедераций стадион будет передан местному футбольному клубу «Зенит».

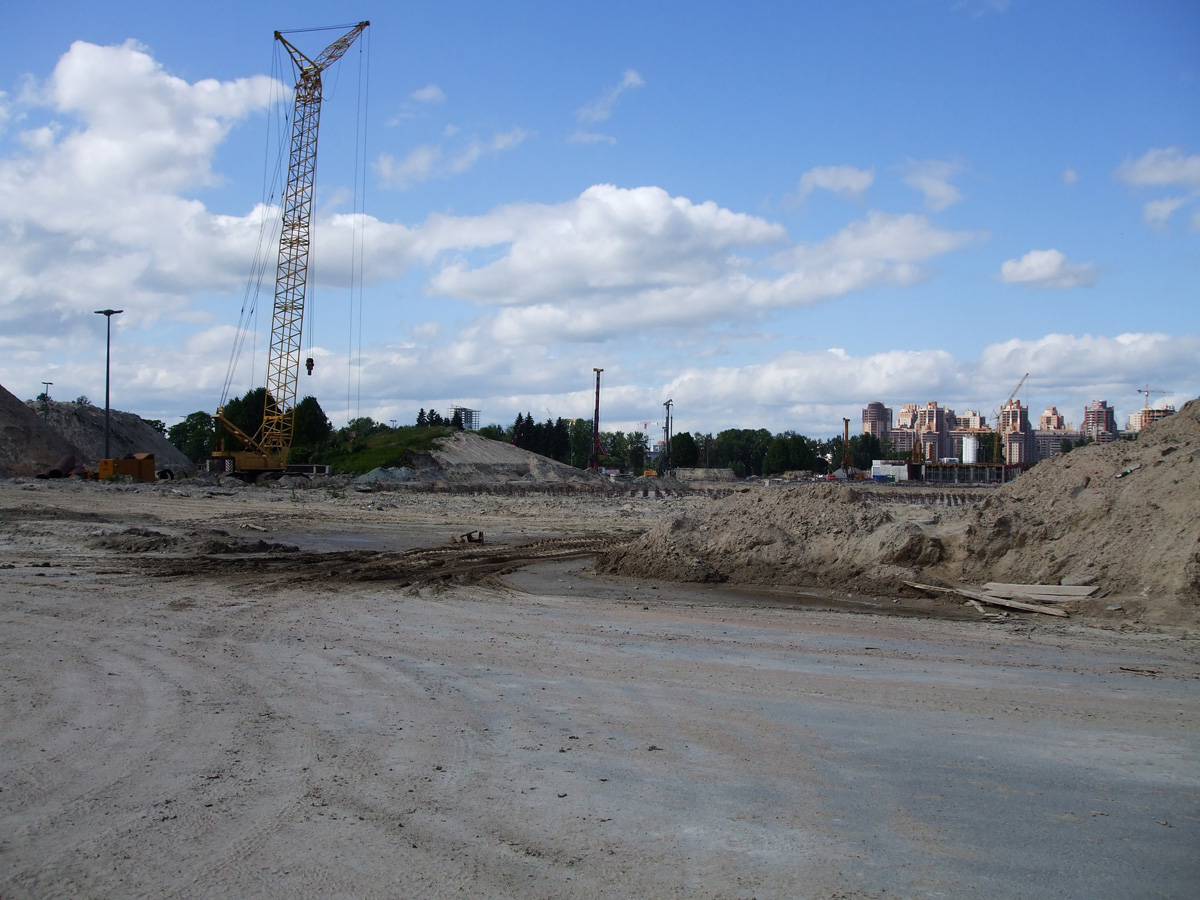
Июль 2008 год
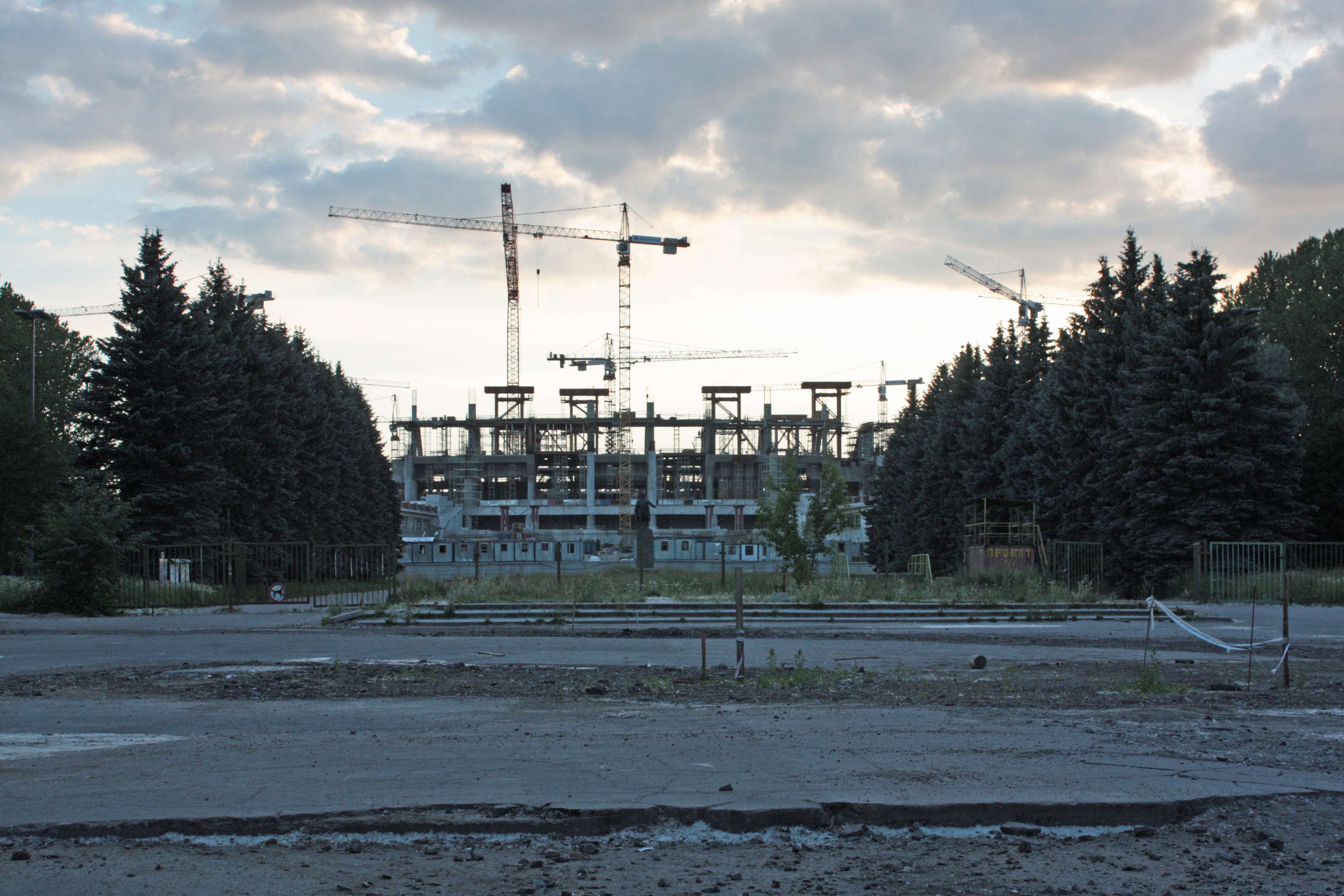
Июнь 2011 года
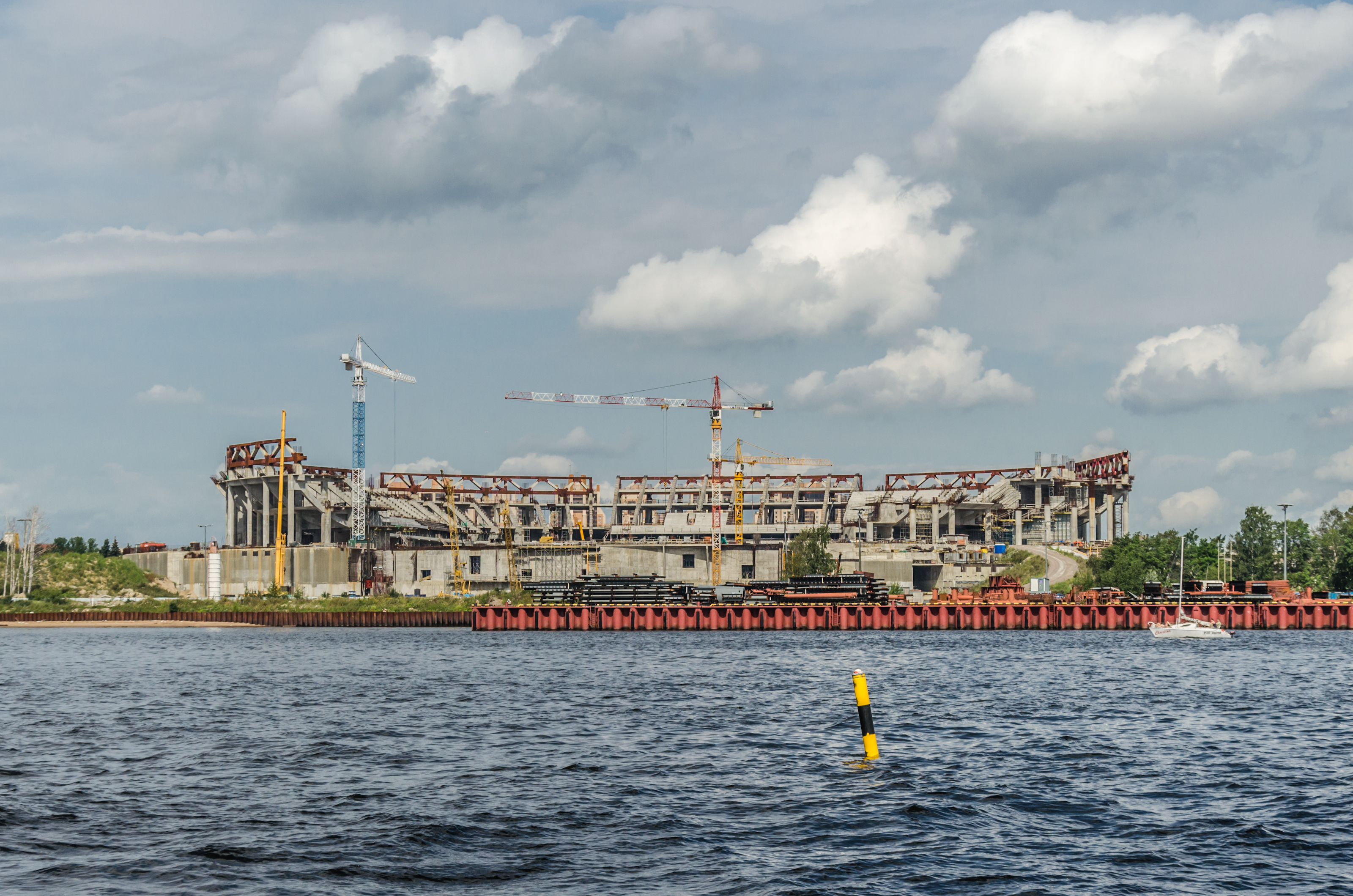
Август 2012 года
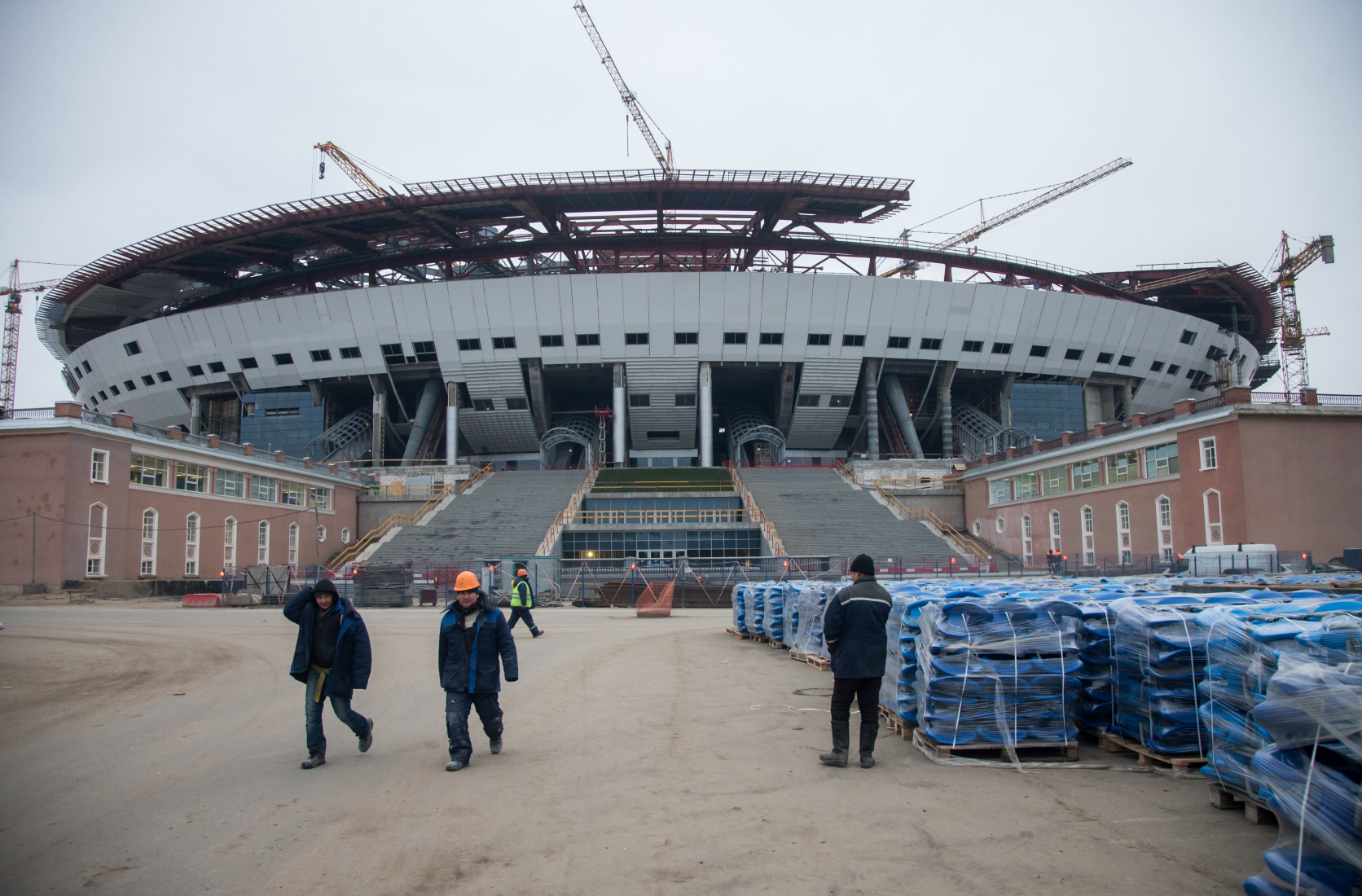
Декабрь 2014 года
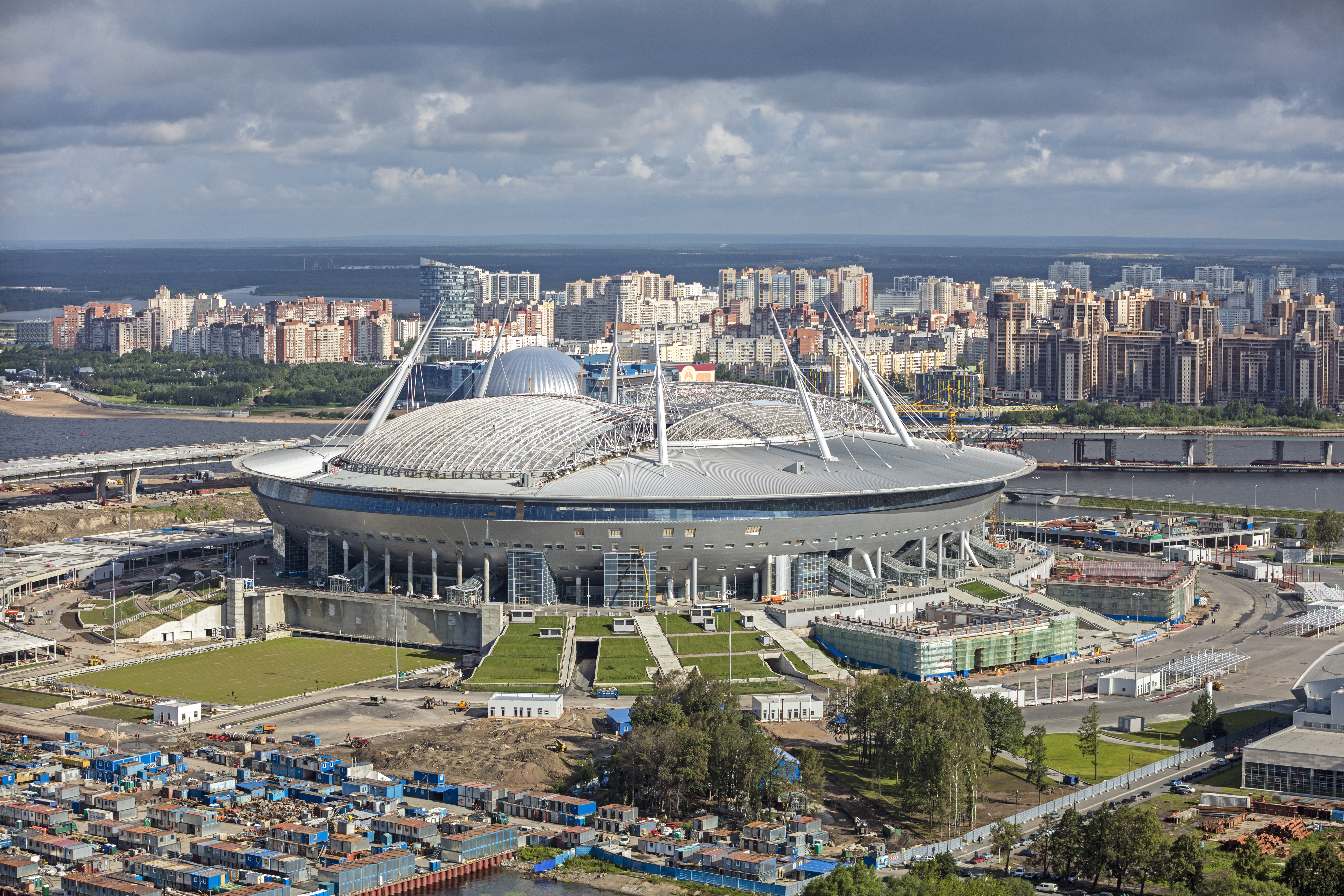
Июль 2016 года
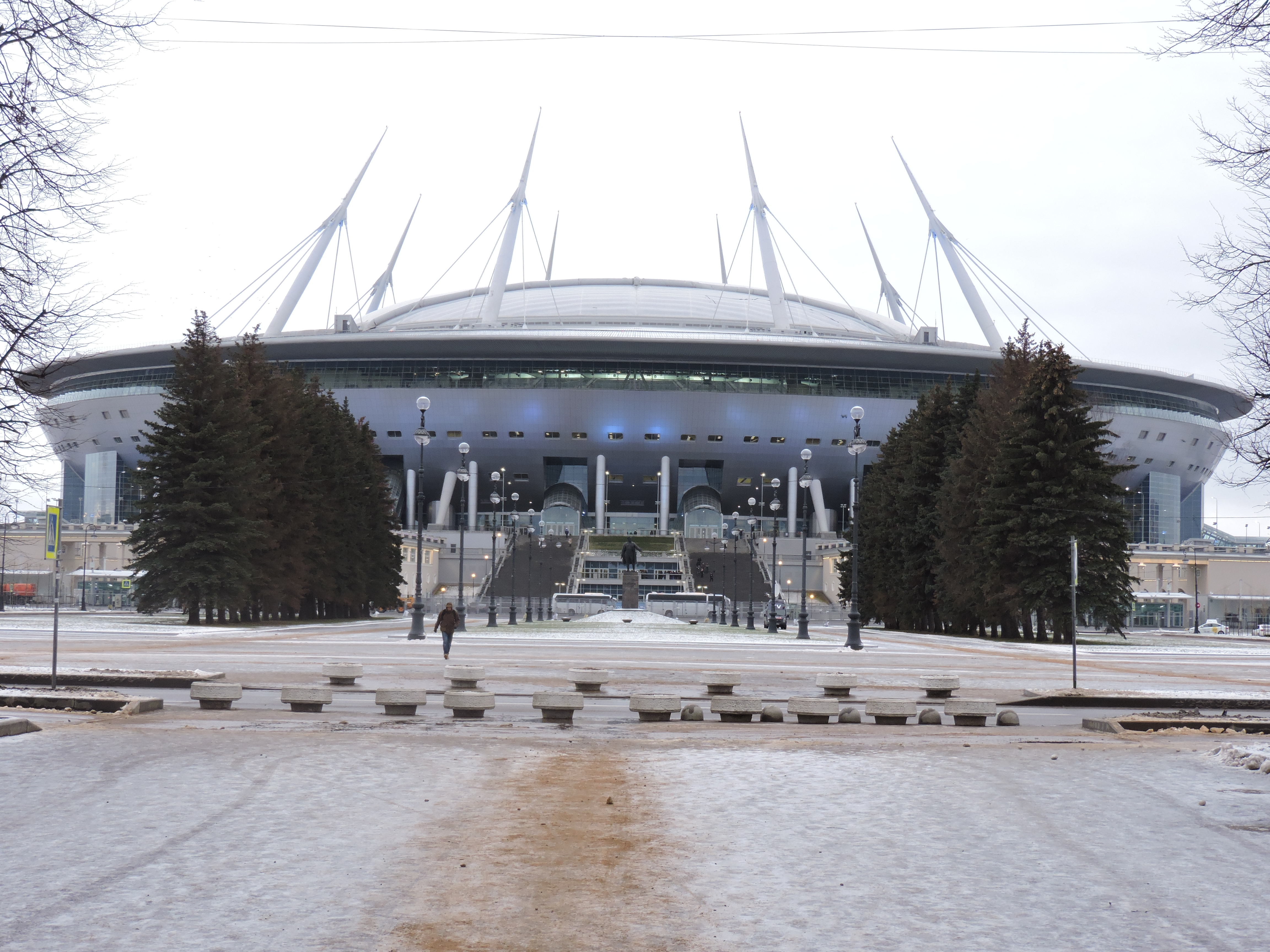
Декабрь 2016 года
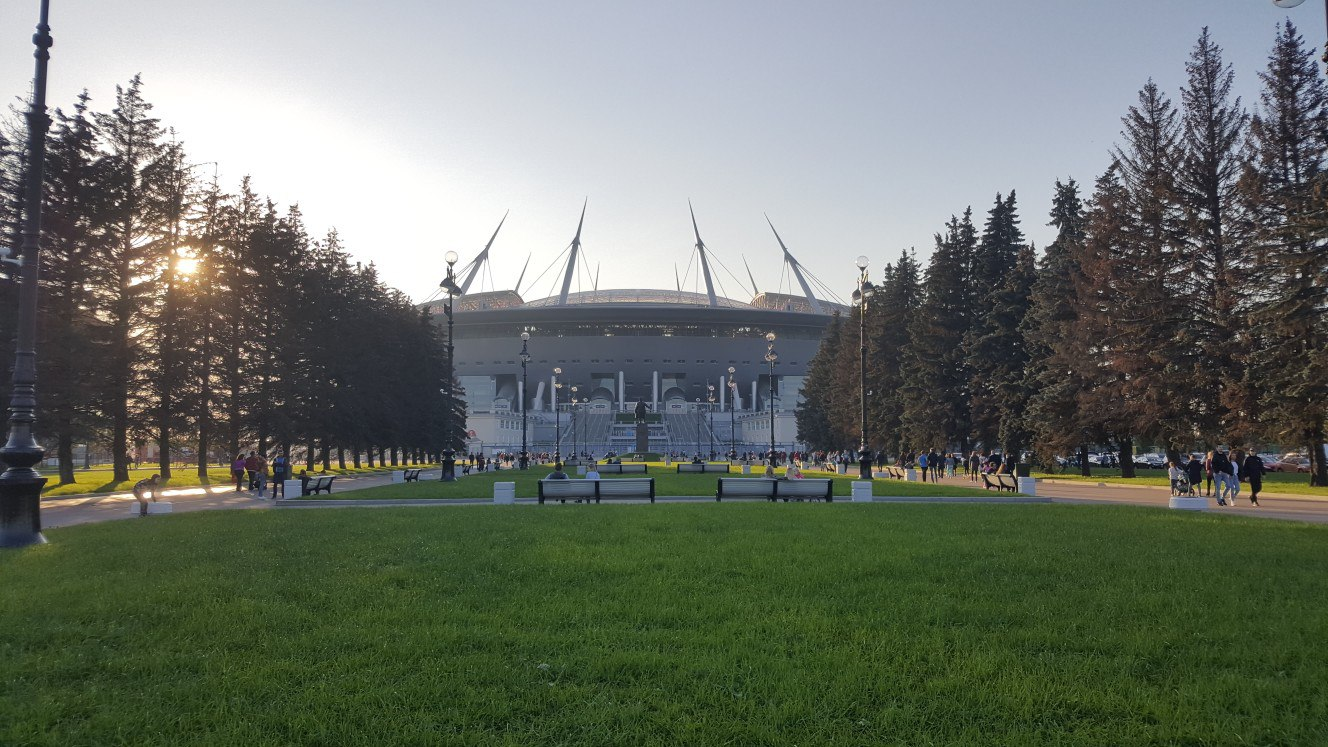
Сентябрь 2017 года

#### 2016—2017 — «Метрострой»
3 августа 2016 года власти города объявили тендер на поиск нового генподрядчика, который займётся благоустройством «Зенит-Арены». Были объявлены два конкурса в форме запроса предложений по достройке стадиона на общую сумму 7,8 миллиарда рублей. Первый из них на 5,4 миллиарда рублей касался завершения строительства самой арены. Второй конкурс (на сумму 2,4 миллиарда рублей) выбирал подрядчика на благоустройство территории, прилегающей к стадиону, включая зону первичного контроля на объекте. Обоснованность увеличения бюджета строительства по сравнению с условиями контрактов с «Трансстрой» до настоящего времени не подвергалась проверке. Запланированная проверка Счётной палаты так и не была начата (планировалось по завершении Чемпионата мира по футболу 2018 года).
Победу в двух этих конкурсах одержало ОАО «Метрострой», 46 % акций которого контролируется властями Санкт-Петербурга.
«Метрострой» не стал менять уже задействованных субподрядчиков. А в помощь новому генеральному подрядчику были привлечены крупнейшие петербургские девелоперы. На арене работало больше 1,1 тысячи рабочих и инженерно-технических специалистов из компаний — застройщиков жилья. Собеседники «Фонтанки» из строительной сферы сообщили, что помощь каждой компании оценивается в суммы от 100 до 500 миллионов рублей.
Чтобы найти деньги для нового подрядчика, власти Санкт-Петербурга перераспределили 2,6 миллиарда рублей с других объектов — детских садов, школ и больниц.
В январе 2017 года мэрия Санкт-Петербурга заключила с ОАО «Метрострой» новый контракт на 2 миллиарда рублей на завершение строительства стадиона на Крестовском острове: подрядчик должен произвести работы, связанные с требованиями силовых ведомств по обеспечению безопасности. В Комитете по строительству Петербурга отметили, что заключение госконтракта связано с необходимостью исполнения Постановления Правительства РФ от 20.05.2015 № 485 «Об утверждении требований к объектам спорта, предназначенным для проведения Чемпионата мира по футболу FIFA 2018 года и Кубка конфедераций FIFA 2017 года».
Тогда же, в январе 2017 года, инспекция Санкт-Петербургского управления Федеральной антимонопольной службы нашла нарушение Закона о контрактной системе в сфере закупок при заключении контракта между комитетом по строительству города и компанией «Метрострой» на сумму 952 миллиона рублей на благоустройство территории у стадиона. 29 декабря 2016 года стадион был сдан в эксплуатацию. Фактически работы по строительству стадиона были завершены в марте 2017 года.

#### Использование «рабского труда» при строительстве
В 2017 году, по сведениям норвежского журнала Josimar при строительстве стадиона имело место использование рабского труда рабочих из КНДР. В статье под названием «Рабы Санкт-Петербурга» говорилось, что на стройке арены использовался труд 110 мигрантов из КНДР. В статье подчёркивалось, что у большинства из них нет никаких прав, а один человек скончался. По свидетельству адвоката Ольги Цейтлиной, северокорейские рабочие, работая и проживая в ужасных условиях, были полностью истощены как умственно, так и физически. Паспорта у них были конфискованы во избежание бегства. Кроме того, оставшиеся в КНДР члены семьи являлись заложниками, гарантировавшими управляемое поведение рабочего за границей.
Северокорейские рабочие во время строительства жили в складских контейнерах недалеко от стадиона, а в ноябре один из них был найден мёртвым, причиной смерти стал сердечный приступ. ФИФА обещала провести расследование, однако до сих пор о его результатах так и не объявлено. По рассказам одного из северокорейских рабочих, подтверждаемых местными жителями, они должны были работать с 7 утра до 12 ночи, при этом выходных у них не было. По свидетельствам беженцев из Северной Кореи, поставки дешёвой рабочей силы за границу являются обычным способом северокорейского правительства зарабатывать недостающую валюту, при этом свыше 90 процентов заработанных рабочими денег получает правительство КНДР.

### Сроки сдачи стадиона
Они сдвигались много раз, вот лишь часть примеров:
- В августе 2007 года Валентина Матвиенко сообщила, что «Зенит» должен сыграть на стадионе свой первый матч в марте 2009 года[100].
- В апреле 2008 года президент «Зенита» Александр Дюков сообщил, что арена не будет сдана в эксплуатацию раньше 2010 года[66][101].
- В мае 2010 года генеральный директор корпорации «Трансстрой» Михаил Леонтьев сообщил, что реальной датой окончания строительства в случае отсутствия новых вопросов у экспертов можно назвать конец 2011 года[102].
- В ноябре 2011 года генеральный директор ЗАО «Трансстрой» Александр Руденко объявил, что из-за новых требований заказчика строительство арены приостановлено и сдать объект получится не раньше декабря 2013 года[103].
- 19 декабря 2012 года председатель Комитета по строительству Петербурга Артеев заявил, что стадион будет сдан в эксплуатацию 20 октября 2015 года[104].
- 20 мая 2013 года председатель Счётной палаты РФ Сергей Степашин сообщил, что, скорее всего, стадион будет сдан в конце 2016-го либо в начале 2017 года.
- 24 апреля 2014 года вице-губернатор Санкт-Петербурга Марат Оганесян заявил, что стадион будет сдан в эксплуатацию в мае 2016 года[105].
- 28 января 2016 года комитет по строительству Санкт-Петербурга, выступающий заказчиком строительства «Санкт-Петербург Арены», приостановил до 30 июня 2016 года исполнение госконтракта с АО «Инжтрансстрой» на достройку стадиона (стоимость контракта составляла 12,5 миллиарда рублей)[106][107][108].
- 20 декабря 2016 года вице-губернатор Санкт-Петербурга Игорь Албин заявил, что открытие стадиона запланировано на 26 декабря 2016 года, церемония открытия будет проведена после испытаний — в апреле 2017 года[109]. Однако и 26 декабря стадион не был сдан. Несмотря на то, что «Метрострой» заявил об окончании работ на «Санкт-Петербург Арене»[110], в Ростехнадзоре не подписали заключение о соответствии[111] и сдача стадиона была перенесена на неопределённый срок[112]. При этом Смольный продлил контракт с «Метростроем» на возведение «Санкт-Петербург Арены» до 31 марта 2017 года[113].
- 29 декабря 2016 года Госстройнадзор выдал разрешение на ввод стадиона в эксплуатацию[114], но работы на стадионе и адаптация объекта к требованиям ФИФА продолжились до конца марта. По словам Игоря Албина, необходимо было возвести ещё 35 тысяч м² сборно-разборных сооружений[115].

### Стоимость строительства

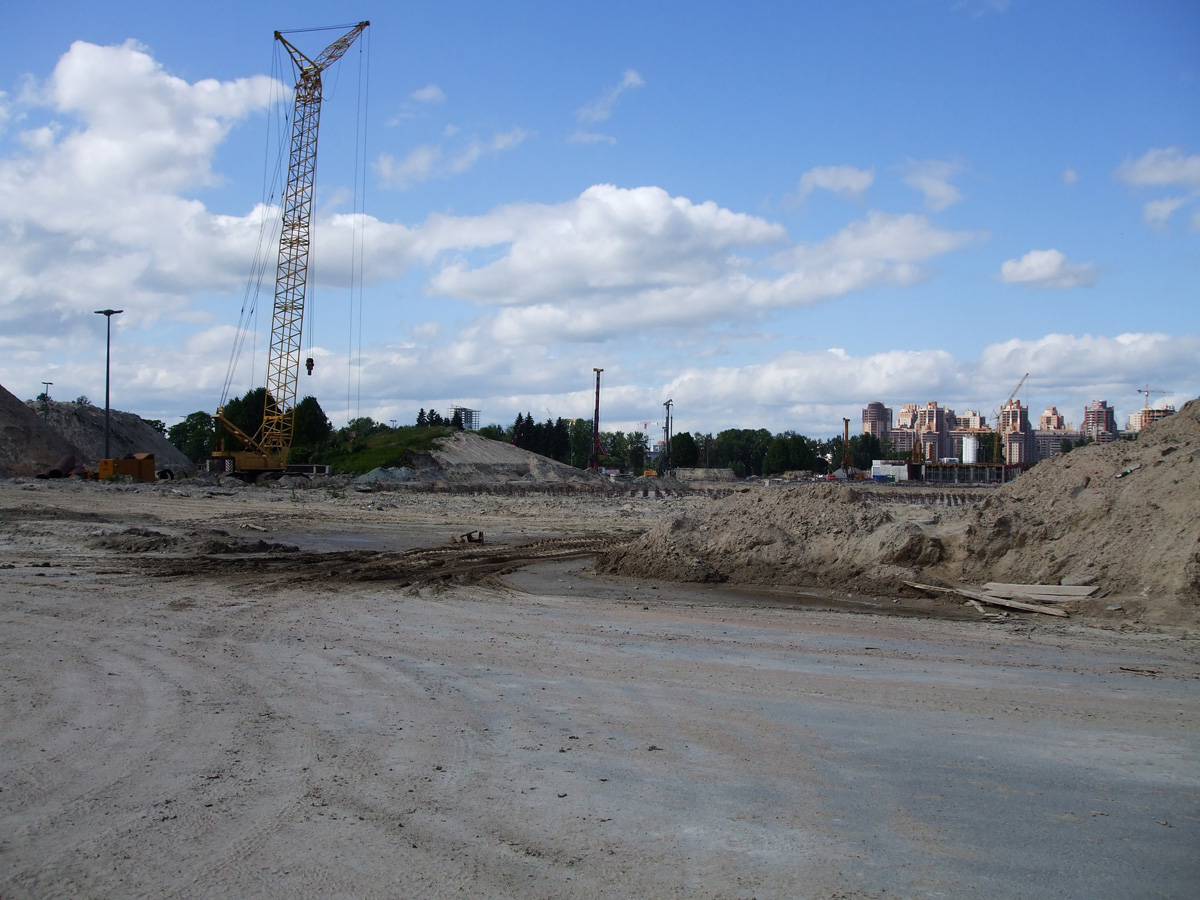
В процессе постройки

Изначально строительство стоимостью 6,7 миллиарда рублей должно было осуществляться за счёт средств «Газпрома», но впоследствии в СМИ появилась информация о том, что стадион будет построен за счёт средств городского бюджета и что строительство обойдётся в 14 миллиардов.
В августе 2008 года была озвучена сметная стоимость в 23,7 миллиарда рублей и заявлено, что Санкт-Петербург откажется от финансирования «Охта-центра» в пользу стадиона.
21 ноября 2011 года издание «Коммерсантъ» сообщило, что в результате доработок проекта в соответствии с требованиями ФИФА и УЕФА, включая увеличение вместимости стадиона с 62 тысяч до 69 тысяч болельщиков (около 7 тысяч за счёт установки временных трибун) и разработку новой конструкции купола для прогрева стадиона, смета может вырасти до 40 миллиардов рублей.
18 октября 2012 года власти Санкт-Петербурга внесли на утверждение Главгосэкспертизы обновлённую смету строительства «Санкт-Петербург Арены» в 43,8 миллиарда рублей (на тот момент около 1,4 млрд долларов США), — это намного меньше, чем стоит стадион «Уэмбли» в Лондоне, но значительно больше, чем Альянц Стэдиум.
В декабре 2014 года стало известно, что стоимость строительства увеличится на 20—30 % в связи с повышением цен на материалы из-за падения курса рубля. По данным на 21 декабря 2016 года на строительство стадиона был потрачен 41 миллиард рублей. 26 декабря, при продлении контракта с «Метростроем», эта сумма увеличилась на 950 миллионов, а в начале января 2017 года — ещё на 2 миллиарда.
19 июня 2017 года вице-губернатор Санкт-Петербурга Игорь Албин заявил, что окончательная стоимость стадиона составила 43 миллиарда рублей. Но, вероятно, реальная стоимость — выше. Так, глава Петербургского отделения антикоррупционного центра «Транспэрэнси Интернешнл» Дмитрий Сухарев ещё в январе 2017 года говорил о сумме более 50 миллиардов.
Целевое финансирование
17 августа 2016 года правительство Санкт-Петербурга приняло решение о выделении средств на строительство «Санкт-Петербург Арены» за счёт урезания средств, выделенных на строительство школ, детских садов и других социальных объектов. Как следует из постановления, финансирование строительства многих школ будет сокращено более чем вдвое. Кроме того, на строительство стадиона будет направлено 88 миллионов рублей, выделенных на строительство жилого дома в Колпино.

### Эксплуатация

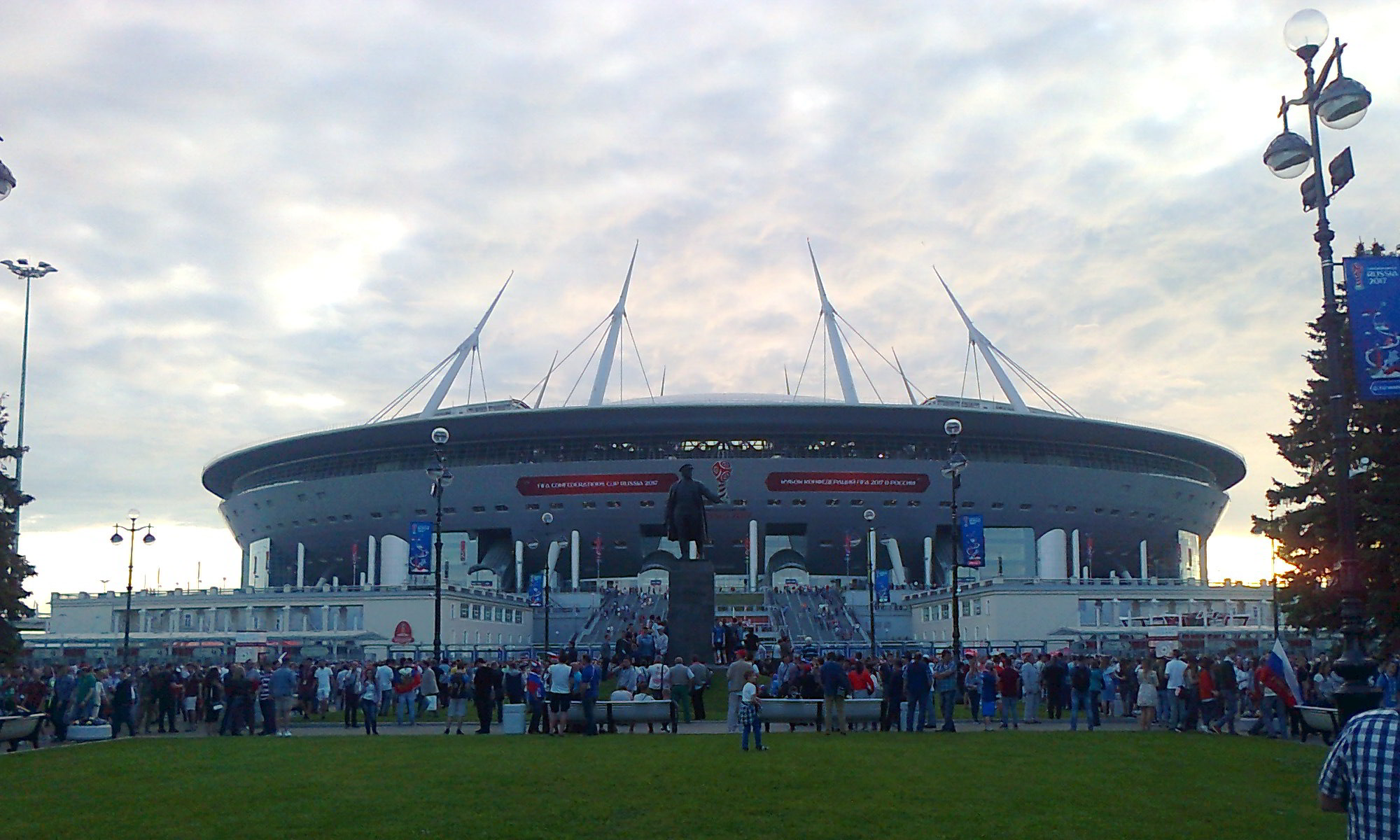
Зрители покидают стадион по завершении матча Кубка конфедераций 17 июня 2017 года

Первый матч на выдвижном поле нового стадиона прошёл 27 октября 2016 года между командами «Метростроя» и строителей Санкт-Петербурга; он прошёл без зрителей.
31 октября комиссия ФИФА, проверявшая готовность стадиона «Крестовский» к чемпионату мира, признала выкатное поле стадиона непригодным для проведения соревнований вследствие семикратного превышения нормативов по вибрации. Слишком сильные вибрации выкатного поля могут быть связаны с недостатком массы и жёсткости у конструкции: масса выполненного из стали основания поля составляет 5—6 тысяч тонн, а по первоначальному проекту оно должно весить 8,4 тысячи тонн.
22 апреля 2017 года на стадионе состоялся первый официальный матч. В 24-м туре чемпионата России «Зенит» принял «Урал». Команда хозяев выиграла — 2:0. Первый символический удар по мячу нанёс бывший нападающий «Зенита» Владимир Кулик. Первый гол на стадионе забил Бранислав Иванович. Первые матчи показали плохое качество газона. Специалисты и игроки раскритиковали состояние поля уже после второй игры. Ожидалось, что 17 мая будет проведён матч чемпионата России между «Зенитом» и «Краснодаром», но в итоге из-за плохого состояния поля было принято решение перенести встречу на старый стадион «Зенита» — «Петровский». 30 мая главный редактор агентства «Р-Спорт» Василий Конов сообщил, что на «Санкт-Петербург арене» завершились работы по переукладке газона. После сдачи арены в эксплуатацию «Зенит» провёл здесь из-за плохого качества газона лишь два матча, после чего был вынужден вернуться на «Петровский».
17 июня 2017 года во время матча открытия Кубка конфедераций обнаружились технические проблемы нового стадиона: в подтрибунном помещении протекал потолок и не работал лифт. 22 июля во время матча РФПЛ протекла крыша стадиона. Все проблемы, выявленные ранее, были впоследствии устранены.
После окончания Кубка конфедераций и устранения проблем с газоном, команда «Зенит» играет домашние матчи на стадионе на регулярной основе.
2 августа 2019 года состоялся концерт группы Rammstein в рамках Europe stadium Tour.

### МатчиКубка конфедераций 2017 года
Стадион принял 3 групповых матча Кубка конфедераций и финал турнира.
| Дата и время начала (UTC+3) | Команда 1      | Счёт | Команда 2      | Этап     | Зрителей |
| --------------------------- | -------------- | ---- | -------------- | -------- | -------- |
| 17 июня 2017, 18:00         | Россия         | 2:0  | Новая Зеландия | Группа A | 50 251   |
| 22 июня 2017, 18:00         | Камерун        | 1:1  | Австралия      | Группа B | 35 021   |
| 24 июня 2017, 18:00         | Новая Зеландия | 0:4  | Португалия     | Группа A | 56 290   |
| 2 июля 2017, 21:00          | Чили           | 0:1  | Германия       | Финал    | 57 268   |

### Матчичемпионата мира по футболу 2018 года
Санкт-Петербург стал одним из одиннадцати городов, принявших чемпионат мира, финальная часть которого проходила с 14 июня по 15 июля в России. На стадионе, носившем тогда название «Санкт-Петербург», прошли 4 матча группового этапа и 3 матча плей-офф, в том числе матч за третье место.
| Дата и время начала (UTC+3) | Команда 1 | Счёт | Команда 2  | Этап                 | Зрителей |
| --------------------------- | --------- | ---- | ---------- | -------------------- | -------- |
| 15 июня 2018, 18:00         | Марокко   | 0:1  | Иран       | Группа B             | 62 548   |
| 19 июня 2018, 21:00         | Россия    | 3:1  | Египет     | Группа A             | 64 468   |
| 22 июня 2018, 15:00         | Бразилия  | 2:0  | Коста-Рика | Группа E             | 64 468   |
| 26 июня 2018, 21:00         | Нигерия   | 1:2  | Аргентина  | Группа D             | 64 468   |
| 3 июля 2018, 17:00          | Швеция    | 1:0  | Швейцария  | 1/8 финала           | 64 042   |
| 10 июля 2018, 21:00         | Франция   | 1:0  | Бельгия    | 1/2 финала           | 64 286   |
| 14 июля 2018, 17:00         | Бельгия   | 2:0  | Англия     | Матч за третье место | 64 406   |

### Матчичемпионата Европы по футболу 2020 года
| Дата и время начала (UTC+3) | Команда 1 | Счёт           | Команда 2 | Этап       | Зрителей |
| --------------------------- | --------- | -------------- | --------- | ---------- | -------- |
| 12 июня 2021, 22:00         | Бельгия   | 3:0            | Россия    | Группа B   | 26 264   |
| 14 июня 2021, 16:00         | Польша    | 1:2            | Словакия  | Группа E   | 12 862   |
| 16 июня 2021, 19:00         | Финляндия | 0:1            | Россия    | Группа B   | 24 540   |
| 18 июня 2021, 16:00         | Швеция    | 1:0            | Словакия  | Группа E   | 11 525   |
| 21 июня 2021, 22:00         | Финляндия | 0:2            | Бельгия   | Группа B   | 18 545   |
| 23 июня 2021, 19:00         | Швеция    | 3:2            | Польша    | Группа E   | 14 252   |
| 2 июля 2021, 19:00          | Швейцария | 1:1 (1:3 пен.) | Испания   | 1/4 финала | 24 764   |

## Матчи сборной России по футболу
VIII Кубок конфедераций. Матч группы A
| 17 июня 2017                    | \| Россия \| 2:0 (1:0) \| Новая Зеландия \| \| Боксолл 31′ (авт.) · Смолов 69′ \| Голы \| \| | Стадион: «Санкт-Петербург» Зрителей: 50 251 Судья: Вильмар Рольдан |
| Россия                          | 2:0 (1:0)                                                                                    | Новая Зеландия                                                     |
| Боксолл 31′ (авт.) · Смолов 69′ | Голы                                                                                         |                                                                    |

Товарищеский матч
| 14 ноября 2017                     | \| Россия \| 3:3 (1:2) \| Испания \| \| Смолов 41′, 70′ · Ал. Миранчук 51′ \| Голы \| Альба 9′ · Рамос 35′ (пен.), 53′ (пен.) \| | Стадион: «Санкт-Петербург» Зрителей: 45 486 Судья: Джанлука Рокки |
| Россия                             | 3:3 (1:2) | Испания                                                           |
| Смолов 41′, 70′ · Ал. Миранчук 51′ | Голы | Альба 9′ · Рамос 35′ (пен.), 53′ (пен.)                           |

Товарищеский матч
| 27 марта 2018 | \| Россия \| 1:3 (0:1) \| Франция \| \| Смолов 68′ \| Голы \| Мбаппе 40′, 83′ · Погба 49′ \| | Стадион: «Санкт-Петербург» Зрителей: 51 165 Судья: Гедиминас Мажейка |
| Россия        | 1:3 (0:1)                                                                                    | Франция                                                              |
| Смолов 68′    | Голы                                                                                         | Мбаппе 40′, 83′ · Погба 49′                                          |

XXI чемпионат мира. Матч группы A
| 19 июня 2018                               | \| Россия \| 3:1 (0:0) \| Египет \| \| Фатхи 47′ (авт.) · Черышев 59′ · Дзюба 62′ \| Голы \| Салах 73′ (пен.) \| | Стадион: «Санкт-Петербург» Зрителей: 64 468 Судья: Энрике Касерес Вильяфанте |
| Россия                                     | 3:1 (0:0) | Египет                                                                       |
| Фатхи 47′ (авт.) · Черышев 59′ · Дзюба 62′ | Голы | Салах 73′ (пен.)                                                             |

Отборочная стадия XVI чемпионата Европы. Матч группы I
| 16 ноября 2019 | \| Россия \| 1:4 (0:3) \| Бельгия \| \| Джикия 79′ \| Голы \| Т. Азар 19′ · Э. Азар 33′, 40′ · Лукаку 72′ \| | Стадион: «Санкт-Петербург» Зрителей: 53 317 Судья: Артур Соареш Диаш |
| Россия         | 1:4 (0:3) | Бельгия                                                              |
| Джикия 79′     | Голы | Т. Азар 19′ · Э. Азар 33′, 40′ · Лукаку 72′                          |

XVI чемпионат Европы. Матч группы B
| 12 июня 2021                | \| Бельгия \| 3:0 (2:0) \| Россия \| \| Лукаку 10′, 88′ · Мёнье 34′ \| Голы \| \| | Стадион: «Санкт-Петербург» Зрителей: 26 264 Судья: Антонио Матеу Лаос |
| Бельгия                     | 3:0 (2:0)                                                                         | Россия                                                                |
| Лукаку 10′, 88′ · Мёнье 34′ | Голы                                                                              |                                                                       |

XVI чемпионат Европы. Матч группы B
| 16 июня 2021 | \| Финляндия \| 0:1 (0:1) \| Россия \| \| \| Голы \| Ал. Миранчук 45+2′ \| | Стадион: «Санкт-Петербург» Зрителей: 24 540 Судья: Данни Маккели |
| Финляндия    | 0:1 (0:1)                                                                  | Россия                                                           |
|              | Голы                                                                       | Ал. Миранчук 45+2′                                               |

Отборочная стадия XXII чемпионата мира. Матч группы H зоны УЕФА
| 11 ноября 2021                                                             | \| Россия \| 6:0 (1:0) \| Республика Кипр \| \| Ерохин 4′, 87′ · Смолов 55′ · Мостовой 56′ · Сутормин 62′ · Заболотный 81′ \| Голы \| \| | Стадион: «Санкт-Петербург» Зрителей: 10 108 Судья: Даниэль Стефански |
| Россия                                                                     | 6:0 (1:0) | Республика Кипр                                                      |
| Ерохин 4′, 87′ · Смолов 55′ · Мостовой 56′ · Сутормин 62′ · Заболотный 81′ | Голы |                                                                      |

Товарищеский матч
| 26 марта 2023                  | \| Россия \| 2:0 (0:0) \| Ирак \| \| Ант. Миранчук 50′ · Пиняев 58′ \| Голы \| \| | Стадион: «Санкт-Петербург» Зрителей: 23 818 Судья: Ахрол Рискуллаев |
| Россия                         | 2:0 (0:0)                                                                         | Ирак                                                                |
| Ант. Миранчук 50′ · Пиняев 58′ | Голы                                                                              |                                                                     |

## Матч сборной России по хоккею с шайбой
На матче кубка Первого канала 16 декабря 2018 года между сборными России и Финляндии присутствовал 71 381 зритель.
| 16 декабря 2018 15:00 | Россия | 5 : 0 (1:0, 3:0, 1:0) | Финляндия | «Санкт-Петербург» Зрителей: 71 381 |

| Отчёт | Отчёт                    | Отчёт                                                                                 | Отчёт                                     | Отчёт                                          |
| --- | ------------------------ | ------------------------------------------------------------------------------------- | ----------------------------------------- | ---------------------------------------------- |
| |                          |                                                                                       |                                           |                                                |
| | Йони Ортио — 00:00-60:00 | Вратари                                                                               | 00:00-58:49 — Игорь Шестёркин 59:00-59:06 | Судьи: Павел Годек Рене Градил Линейные судьи: |
| | Голы:                    |                                                                                       |                                           | Судьи: Павел Годек Рене Градил Линейные судьи: |
| 19:00 — Кирилл Капризов (М. Григоренко, А. Елесин) 25:28 — Василий Токранов (бол., Н. Гусев, С. Плотников) 29:25 — Никита Нестеров (бол., А. Кузьменко, А. Елесин) 30:10 — Владислав Гавриков (А. Барабанов, В. Токранов) 54:39 — Михаил Григоренко (М. Шалунов, А. Блажиевский) | 1:0 2:0 3:0 4:0 5:0      | 02:54 — Владислав Гавриков (В. Войнов, С. Широков) 04:08 — Кирилл Капризов (Н. Гусев) |                                           | Судьи: Павел Годек Рене Градил Линейные судьи: |
| |                          |                                                                                       |                                           | Судьи: Павел Годек Рене Градил Линейные судьи: |
| |                          |                                                                                       |                                           | Судьи: Павел Годек Рене Градил Линейные судьи: |
| |                          |                                                                                       |                                           | Судьи: Павел Годек Рене Градил Линейные судьи: |
| 6 мин | Штраф                    | 8 мин                                                                                 |                                           | Судьи: Павел Годек Рене Градил Линейные судьи: |
| |                          |                                                                                       |                                           |                                                |
| | 19                       | Броски                                                                                | 22                                        |                                                |

## Галерея
|                                                                          |
| Панорама стадиона с трибуны во время финала Кубка конфедераций 2017 года |
|                                                                          |
| Финал Кубка конфедераций 2017 года (57 268 зрителей)                     |